# معهد التاريخ العربي والتراث العلمي
معهد التاريخ العربي والتراث العلمي للدراسات العليا ببغداد مؤسسة أكاديمية، تؤهل الباحثين بمنحهم درجات الماجستير والدكتوراه في تاريخ العلوم العربية المختلفة.
علما أن شهادات المعهد لا تعترف بها وزارة التعليم العالي والبحث العلمي في العراق ولكن الوزارة قامت بمعادلة الشهادات الصادرة منه المطابقة للمواصفات الأكاديمية العراقية وأعتبرتها شهادة أصولية يتمتع صاحبها بكل الحقوق والإمتيازات أسوة بالجامعات العراقية.

## التأسيس
أنشئ معهد التاريخ العربي والتراث العلمي للدراسات العليا ببغداد بقرار من مجلس جامعة الدول العربية في 23 سبتمبر 1971م. وبدأ العمل فيه فعلياً في 1 نوفمبر 1972م، وبقيام المنظمة العربية للتربية والثقافة والعلوم عام 1970م؛ كإحدى المنظمات المتخصصة التابعة لاتحاد المؤرخين العرب (بغداد) في نطاق جامعة الدول العربية، تم نقل تبعية المعهد للمنظمة- مع غيره من الأجهزة الثقافية بالجامعة- بناءً على قرار من الأمين العام للجامعة بتاريخ 10 سبتمبر 1970م، وقد قبلت عضوية المعهد في اتحاد الجامعات العربية اعتبارا من 1994م.

## أقسام المعهد
يضم المعهد أربعة أقسام هي:
1. قسم التاريخ والحضارة العربية الإسلامية.
2. قسم التاريخ القديم وعلوم الآثار.
3. قسم التراث وتحقيق التراث الفكري العربي.
4. قسم التاريخ الحديث والمعاصر.

## مهام المعهد
- كشف مساهمات العرب والمسلمين وما حققوه من إبداع علمي متميز وإبراز فضلهم على الحضارة الإنسانية.
- إقامة المؤتمرات الدورية السنوية وعقد الندوات العالمية في تاريخ العلوم العربية.
- تحقيق ودراسة ونشر المخطوطات العلمية.
- تأهيل الباحثين بمنحهم درجات الماجستير والدكتوراه في تاريخ العلوم العربية المختلفة.

## مكتبة المعهد
تعتبر مكتبة المعهد من أغنى المكتبات العربية، خاصة في مجال كتب التراث العلمي والمخطوطات القديمة. وتضم ثلاثة أقسام رئيسية هي: مكتبة المجلات والكتب والدوريات. وتضم كتبًا نادرة ومجلات قديمة وعريقة في مجال تاريخ العلوم. وتضم المكتبة حاليا 11970 كتابًا عربيًا و9360 كتابًا أجنبيًا، وفيها أيضًا 365 عنوانًا لمجلات عربية ودورية، و225 عنوانًا لمجلات أجنبية، و1500 كتيب نشرات وكراسات، وهناك مقتنيات أخرى من الوثائق وحجج الاوقاف والافلام السينمائية والخرائط والموسوعات. كذلك هناك قسم صور المخطوطات «الميكروفيلمات» ويضم 2251 ميكروفيلما وميكروفيشا تشكل 2800 عنوان معظمها باللغة العربية ومنها بالفارسية والتركية العثمانية والسريانية والكرشونية ويوجد حوالي 50 ميكروفيلما باللغات الإنجليزية والفرنسية والألمانية والإسبانية والإيطالية.
وهناك أيضا صور ميكروفيلمية عن مخطوطات مكتب معهد التراث الاصلية والبالغ عددها حوالي 462 مخطوطة معظمها علمية.
ومن ابرز منشورات المعهد من الكتب والمخطوطات المحققة:
- في مجال تاريخ العلوم الأساسية:
  - رياضيات بهاء الدين العاملي (953 ـ 1301هـ)
  - البيروني (إفراد المقال في أمر الظلال)
  - كتاب الفلك لابن الشاطر وغيرها.
- في تاريخ العلوم التطبيقية:
  - كتاب تقي الدين والهندسة الميكانيكية العربية مع كتاب الطرق السنية من القرن السادس عشر.
- في تاريخ العلوم الطبية:
  - كتاب (ما الفارق) للرازي.
  - (الأقرباذين) للقلانسي
  - (دفع المضار الكلية) لابن سينا.

## الأعضاء
وينتمي إليها 22 عضوًا من دول الأليكسو، المدرجة أدناه وكلها مشتركة بالتوقيع على التأسيس:
- 1970:  الأردن  الجزائر  السودان  سوريا  العراق  الكويت  ليبيا  مصر  اليمن
- 1971:  البحرين  فلسطين  قطر
- 1972:  الإمارات العربية المتحدة  السعودية
- 1973:  عُمان
- 1974:  تونس
- 1975:  موريتانيا
- 1976:  المغرب  الصومال
- 1978:  جيبوتي
- 1985:  لبنان
- 2002:  جزر القمر

## الخريجون
من خريجي المعهد :
- خزعل الماجدي
- أحمد عبد الغفور السامرائي
- حميد مجيد هدو
- صبحي ناظم توفيق
- جمال الدين فالح الكيلاني
- محمد الرعود
- كليب الفواز
- فارس إبراهيم الكاتب
- محمد حسن كمال الدين
- نهرو محمد عبد الكريم الكسنزاني
- قيس كاظم الجنابي

## وصلات خارجية
- آلاف العناوين، جريدة الشرق الأوسط، الاحـد 08 جمـادى الثانى 1425 هـ 25 يوليو 2004، العدد 9371
- جريدة الجماهير، الجمعة 21-3-2008